# Санчо III (король Наварры)
Са́нчо III Гарсе́с Вели́кий (исп. Sancho III Garcés el Mayor или el Grande, баск. Antso III.a Gartzez Nagusia; ок. 985 — 18 октября 1035) — король Нахеры (Наварры) и граф Арагона с 1000 года и граф Кастилии с 1029 года по праву жены, граф Рибагорсы с 1018 по праву жены. При жизни он был самым могущественным христианским монархом Иберийского полуострова и после захвата города Леон носил титул «Короля испанцев». Ему удалось, в большей степени, чем любому из его предшественников, объединить разрозненные королевства Иберии, однако перед смертью он разделил свои владения между сыновьями.

## Биография

### Регентство и ранние завоевания
Санчо III, сын Гарсии IV Дрожащего и Химены Фернандес, дочери Фернана Бермудеса, графа де Сеа, родился около 985 года и вырос в Лейре. Санчо стал королём в период между 1000 и 1004 годом, унаследовав королевство Наварра (или Памплона) и графство Арагон. Поначалу при нём был регентский совет, возглавляемый епископами и его матерью.
В 1015 году Санчо вытеснил мавров из обезлюдевшего бывшего графства Собрарбе, а затем воспользовался внутренними трудностями графства Рибагорса и присоединил его к своим владениям в период между 1016 и 1019 годом, женившись на наследнице. Также ему удалось заставить Беренгера Рамона I Барселонского стать вассалом Наварры, хотя он уже являлся вассалом французского короля. Беренгар много раз встречался с Санчо в Сарагосе и в Наварре, чтобы обсудить совместную политику, направленную против графов Тулузы.
Вместе с Альфонсо V Леонским он возглавлял объединённую атаку против аль-Мансура ибн Аби Аамира, более известного как Альмансор, результатом которой стали территориальные приобретения в центральной Иберии. После кризиса в Кордовском халифате, вызванном смертью аль-Мансура в 1002 году в битве при Калатаньясоре, Санчо III стремился объединить христианские провинции, чтобы единой силой выступить против королевств мавров.

### Приобретение Кастилии и Леона
В 1016 году Санчо установил дружеские отношения с Кастилией, женившись на Мунии Кастильской, дочери графа Санчо Гарсии. В 1017 году он стал опекуном юного графа Гарсии II. Однако добрососедские отношения между Кастилией, Наваррой и Леоном ухудшились в 1027 году после убийства графа Гарсии. Он был обручён с Санчей, дочерью Альфонсо V, который за подписание брачного договора хотел получить кастильские земли между реками Сеа и Писуэрха. Гарсия, прибыв в Леон на свадьбу, был убит сыновьями дворянина, которого он изгнал из своих земель.

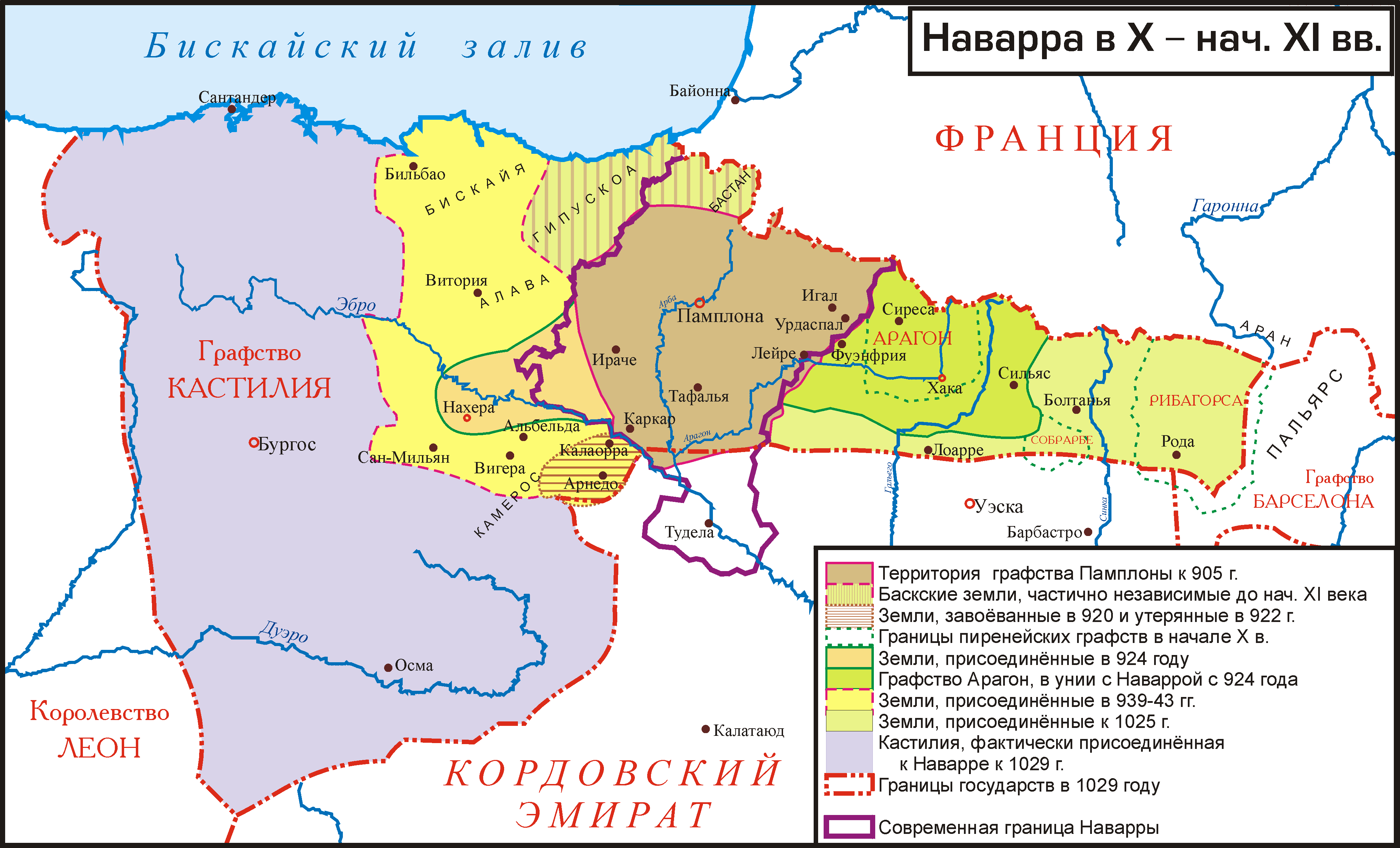
Королевство Наварра в X—XI веках

Санчо III, который противился этой свадьбе и последующей леонской экспансии, в связи с убийством Гарсии получил повод начать войну с Королевством Леон. Как зять графа, он немедленно оккупировал Кастилию и развернул полномасштабную войну с наследником Альфонсо, Бермудо III. Объединённые силы Наварры и Кастилии быстро захватили бо́льшую часть королевства Бермудо. К марту 1033 года королевство Санчо простиралось от Саморы до границ Барселоны. В 1034 году ему покорился даже город Леон, который Санчо хотел видеть столицей своего королевства и где короновался вновь, провозгласив себя Королём испанцев (этот титул с десятого века традиционно носили правители Леона).

### Сюзеренитет над Гасконью

Раздел владений Санчо III его сыновьями (1035 год)

Санчо удалось стать сюзереном Гасконского герцогства. Для Клюнийского монастыря Санчо улучшил дорогу из Гаскони в Леон. По этой дороге множество паломников приходили в Испанию ради посещения кафедрального собора в Сантьяго-де-Компостеле.
Санчо VI Гасконский был родственником Санчо Наваррского и подолгу находился при дворе в Памплоне. Вместе с Санчо Великим он принимал участие в Реконкисте. После смерти Санчо VI в 1032 году влияние Санчо Наваррского в Гаскони значительно усилилось, и в официальных документах он стал именовать себя правителем земель вплоть до реки Гаронна на севере.
В южной Гаскони Санчо создал несколько виконтств: Лабурдан (между 1021 и 1023 годами), Байонна (1025 год) и Бастан (также в 1025).

### Смерть
Король Санчо III был убит в Буребе 18 октября 1035 года. Он был похоронен в монастыре Святого Сальвадора в Бургосе.

### Брак и дети

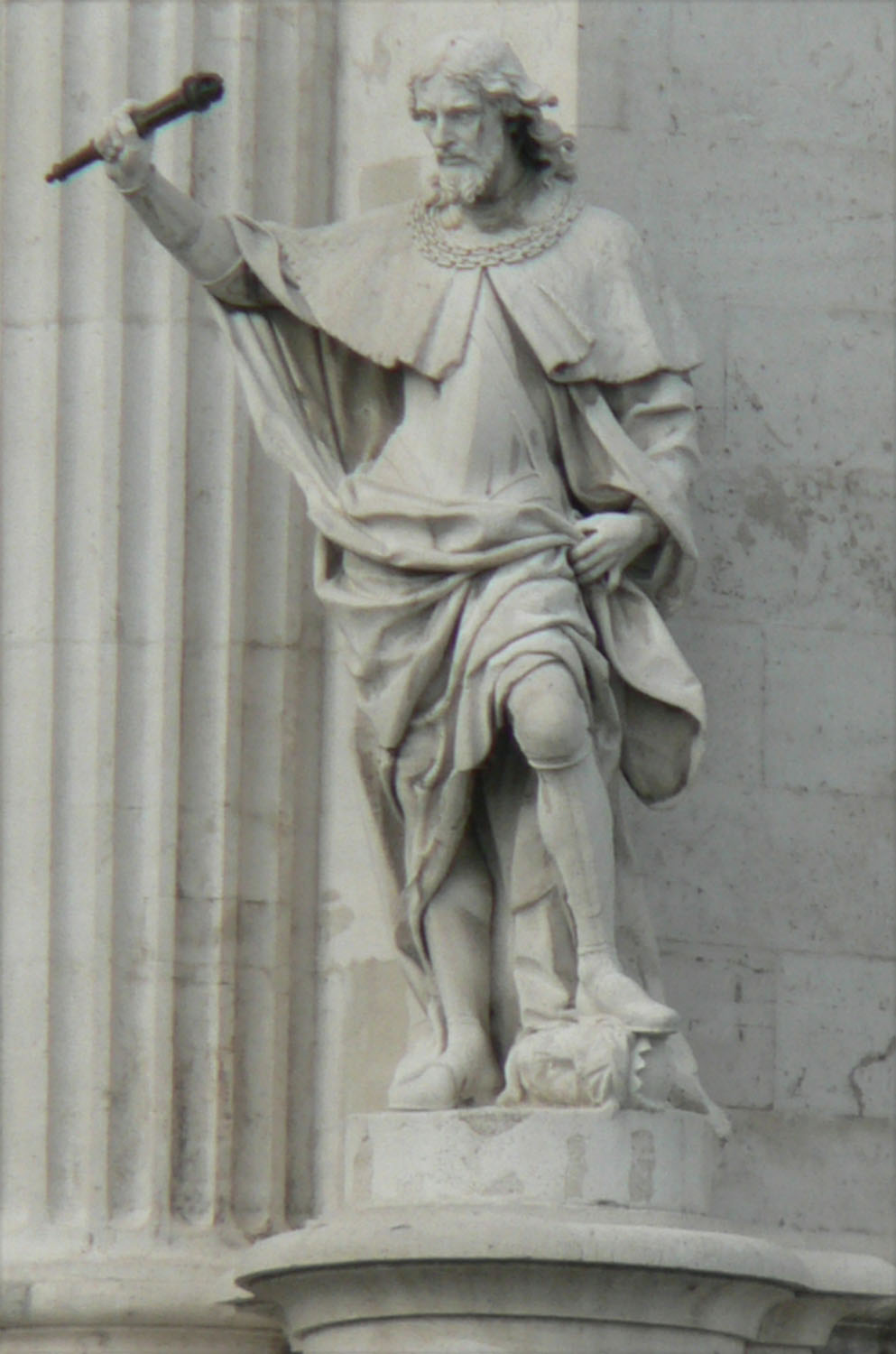
Памятник Санчо III в Мадриде

Жена: с до 27 января 1011 Муния Санчес (990/995 — после 13 июля 1066), графиня Кастилии с 1029, дочь Санчо Гарсеса, графа Кастилии. Дети:
- Майор (ум. до 1044); муж: Понс (ок. 995/997 — 1060), граф Тулузы
- Гарсия III (V) (ум. 1 сентября 1054), король Нахеры с 1035
- Гонсало (ум. 26 июня 1045), граф Собрарбе и Рибагорсы с 1035
- Бернардо (ум. после 17 декабря 1024)
- Фернандо (Фердинанд) I (1016/1018 — 27 декабря 1065), граф Кастилии с 1032, король Кастилии и Леона с 1037, родоначальник кастильского королевского дома
- Химена (ум. после 23 декабря 1062); муж: с 23 января 1034 или 17 февраля 1035 Бермудо III (1017/1018 — 4 сентября 1037), король Леона

Также от неизвестной по имени любовницы Санчо имел одного незаконного сына:
- Рамиро I (ок. 1008 — 8 мая 1063 года), король Арагона с 1035, граф Собрарбе и Рибагорсы с 1045, родоначальник Арагонского королевского дома.